# Днепровское (Синельниковский район)
Днепровское (укр. Дніпровське) — село,
Шевченковский сельский совет,
Синельниковский район,
Днепропетровская область,
Украина.
Код КОАТУУ — 1224888502. Население по переписи 2001 года составляло 42 человека.

## Географическое положение
Село Днепровское находится в 1,5 км от левого берега реки Средняя Терса,
на расстоянии в 1 км от села Шевченковское.